# Архієрейський собор РПЦ (1943)
Архієрейський Собор Руської Православної Церкви 1943 року — архієрейський собор, що проходив 8 вересня 1943 року в Москві в переданому Московської Патріархії під Патріаршу резиденцію особняку в Чистому провулку. Перший Собор Російської церкви після собору 1917-1918 років.
Напередодні собору, 4 вересня, відбулася зустріч голови РНК СРСР Й. В. Сталіна з Патріаршим Місцеблюстителем митрополитом Московським і Коломенським Сергієм, митрополитом Ленінградським Алексієм і митрополитом Київським і Галицьким Миколаєм, екзархом України. Вперше після жовтня 1917 року зустрілися глава держави і керівники Російської православної Церкви. З цієї події почався важкий процес відродження повноти життя Російської Православної Церкви. Новий курс Радянської держави щодо церкви з'явився найсильнішим ударом по ідеологічній концепції німецького нацизму який використовував трагічне становище релігії в СРСР, в політиці нацизму, що проводилася на окупованих радянських територіях.
Собор одностайно обрав митрополита Московського і Коломенського Сергія патріархом Московським і всієї Русі. Також Собор ухвалив відлучити від Церкви всіх єпископів і священнослужителів, що зрадили Батьківщині і перейшли в табір фашистів і позбавити їх сану. На Соборі був знову утворений Священний Синод Російської Православної Церкви з постійних і тимчасових членів, з урахуванням того, що через ротацію весь єпископат візьме участь в його діяльності. Було прийнято звернення до радянського уряду, в якому висловлювалася підтримка загальнонародної боротьби за порятунок Батьківщини і Звернення до всіх християн світу з закликом про посилення молитви до Господа про швидке здобуття перемоги і відкриття другого фронту. 
Для німецьких властей рішення Собору являло велику небезпеку і завдавало значної шкоди, тому вони були зацікавлені в дискредитації обраного Патріарха і Собору. У зв'язку з цим, окупаційні власті вимагали від патріаршого екзарха митрополита Віленського та Литовського Сергія заяви про недійсність Собору і обраного Патріарха з церковно-канонічної точки зору, що митрополит Сергій рішуче відкинув.

## Учасники
У діяннях собору брало участь 19 архієреїв — всі, хто в цей час знаходився на кафедрах на окупованих німецькими військами територіях, крім єпископа Кубанського і Краснодарського Фотія (Топиро), причина відсутності якого невідома, і архієпископа Свердловського Варлаама (Пікалова), призначеного на кафедру з рільників-обхідників в Комі АРСР за день до відкриття собору. Окрім архієреїв, учасником собору протоієрей Миколай Колчицкий, настоятель кафедрального Богоявленського собору в Єлохові, в Москві, який увійшов до складу Синоду з посади Керуючого справами Московської Патріархії.
1. Сергій (Страгородський), митрополит Московський і Коломенський, місцеблюститель патріаршого престолу
2. Алексій (Симанський), митрополит Ленінградський
3. Миколай (Ярушевич), митрополит Київський і Галицький
4. Лука (Войно-Ясенецький), архієпископ Красноярський
5. Іоанн (Братолюбов), архиєпископ Сарапульський
6. Андрій (Комаров), архієпископ Казанський
7. Алексій (Палицын), архиєпископ Куйбишевський
8. Стефан (Проценко), архієпископ Уфимський
9. Сергій (Гришин), архиєпископ Горьковський і Арзамаський
10. Іоанн (Соколов), архієпископ Ярославський і Ростовський
11. Алексій (Сергєєв), архієпископ Рязанський
12. Василь (Ратмиров), архиєпископ Калінінський і Смоленський
13. Варфоломій (Городцов), архієпископ Новосибірський і Барнаульський
14. Григорій (Чуков), архиєпископ Саратовський і Сталінградський
15. Олександр (Толстоп'ятов), єпископ Молотовский
16. Пітирим (Свиридов), єпископ Курський
17. Веніамін (Тихоницкий), єпископ Кіровський
18. Димитрій (Градусів), єпископ Ульяновський
19. Єлевферій (Воронцов), єпископ Ростовський